# Бриджертоны
«Бриджертоны» (англ. Bridgerton) — американский стриминговый драматический сериал в исторических декорациях, созданный Крисом Ван Дьюсеном и продюсируемый Шондой Раймс. Основан на серии романов Джулии Куин, действие которых разворачивается во время сезонов лондонского высшего общества эпохи Регентства, когда дебютанток сезона представляют при дворе.
Премьера первого сезона состоялась на Netflix 25 декабря 2020 года. «Бриджертоны» получили положительные отзывы критиков, стали самым популярным сериалом Netflix. Второй сезон вышел на Netflix 25 марта 2022 года и тоже имел успех. 4 мая 2023 году на экраны вышел спин-офф, мини-сериал «Королева Шарлотта: История Бриджертонов», в мае—июне 2024 года — третий сезон. Шоу продлено на четвёртый, пятый и шестой сезоны.

## Сюжет
Действие сериала происходит в альтернативном Лондоне эпохи Регентства. Главные герои — Энтони, Бенедикт, Колин, Грегори, Дафна, Элоиза, Франческа и Гиацинта, четыре брата и четыре сестры из семьи Бриджертонов, которые ищут любовь в высшем свете, наполненном друзьями и соперниками. В каждом эпизоде звучит закадровый голос Джули Эндрюс, которая выступает в роли анонимной и скандальной сплетницы леди Уислдаун, владеющей всей информацией в Лондоне.
В отличие от серии романов, действие сериала происходит в альтернативной реальности расово равноправного Лондона, где цветные люди являются полноправными членами общества, а некоторые из них даже носят титулы. Создатель шоу Крис Ван Дьюсен, по его словам, был вдохновлён историческими дебатами о возможных африканских корнях королевы Шарлотты и поэтому «попытался базировать сериал на альтернативной истории, в которой смешанная раса королевы Шарлотты была не только устоявшимся событием, но и… преобразующим элементом для чернокожих и других цветных людей в Англии».

## Актёрский состав

### Бриджертоны и их окружение
- Руперт Эванс — Эдмунд, покойный 8-й виконт Бриджертон, отец детей Бриджертонов, муж Вайолетт (2 сезон)
- Рут Геммелл — Вайолет, вдовствующая виконтесса Бриджертон, мать детей Бриджертонов, жена Эдмунда
- Джонатан Бейли — Энтони, 9-й виконт Бриджертон, старший сын Бриджертонов и глава семьи, муж Кейт
  - Симон Эшли — Катани «Кейт», виконтесса Бриджертон (урождённая Шарма), жена Энтони (2—3 сезоны)
- Люк Томпсон — Бенедикт Бриджертон, второй сын Бриджертонов, художник
- Ерин Ха — Софи Бэк (Бэккет), возлюбленная Бенедикта и одна из главных героинь 4-го сезона.
- Люк Ньютон[англ.] — Колин Бриджертон, третий сын Бриджертонов, муж Пенелопы
  - Никола Кохлан — Пенелопа Бриджертон (урождённая Фезерингтон), младшая дочь семейства Фезерингтонов, близкая подруга Элоизы Бриджертон, жена Колина
  - Феникс и Себастьян Лоу — сын Колина и Пенелопы Бриджертонов (3-й сезон)
- Фиби Дайневор — Дафна Бассет (урождённая Бриджертон), герцогиня Гастингс, жена Саймона Бассета, четвёртый ребёнок и старшая дочь в семействе Бриджертонов (1—2 сезоны)
  - Реге-Жан Пейдж — Саймон Бассет, герцог Гастингс, муж Дафны, один из самых завидных холостяков Лондона, который отказывается жениться (1-й сезон[6])
  - Арианна и Ава Гиттенс-Робертс (2-й сезон, 3-я серия), Арабелла и Амура Симпсон (2-й сезон 8-я серия) — Оги Бассет, сын Саймона и Дафны
- Клаудия Джесси — Элоиза Бриджертон, пятый ребёнок Бриджертонов и вторая дочь, близкий друг Пенелопы Фезерингтон
- Руби Стоукс (1-2 сезоны) и Ханна Додд (3 сезон) — Франческа Стерлинг (урождённая Бриджертон), графиня Килмартин, шестой ребёнок Бриджертонов и третья дочь
  - Виктор Элли — Джон Стерлинг, граф Килмартин, поклонник, который ухаживает за Франческой Бриджертон, а затем женится на ней (с 3-го сезона)
  - Масали Бадуза — Микаэла Стерлинг, кузина Джона, возлюбленная Франчески (в будущем) (3-й и 4-й сезоны)
- Уилл Тилстон — Грегори Бриджертон, седьмой ребёнок Бриджертонов
- Флоренс Хант — Гиацинта Бриджертон, восьмой и самый младший ребёнок Бриджертонов
- Джеральдин Александер — миссис Уилсон, экономка Бриджертонов
- Саймон Ладдерс — Гумбольдт, дворецкий Бриджертонов
- Молли Макглинн — Роуз Нолан, верная горничная и доверенное лицо Дафны (1-й сезон)
- Оли Хиггинсон — Джон, лакей в доме Бриджертонов
- Роза Хесмондхалг — Рей, служанка и доверенное лицо Пенелопы Бриджертон (3-й сезон)

### Фезерингтоны и их окружение
- Бен Миллер — Арчибальд, барон Фезерингтон, глава семейства (1-й сезон)
- Полли Уокер — Порша, баронесса Фезерингтон, жена Арчибальда
- Бесси Картер — Пруденс Данкворт (урождённая Фезерингтон), старшая дочь Фезерингтонов
  - Джеймс Фун —  Гарри Данкворт, муж Пруденс Данкворт (урождённая Фезерингтон) (3-й сезон)
  - Малышка Данкворт — первый ребёнок Гарри и Пруденс Данкворт (3-й сезон)
- Харриет Кейнс[англ.] — Филиппа Финч (урождённая Фезерингтон), средняя дочь Фезерингтонов 
  - Лорн Макдональд — Альбион Финч, муж Филиппы Финч (урождённая Фезерингтон)
  - Филомена Финч — первый ребёнок Альбиона и Филиппы Финч (3-й сезон)
- Руперт Янг — лорд Джек Фезерингтон, новый глава семьи Физерингтонов (2-й сезон)
- Руби Баркер[англ.] — Марина Крейн (урождённая Томпсон), двоюродная сестра Фезерингтонов из сельской дворянской семьи (1—2 сезоны)
  - Крис Фултон — сэр Филипп Крейн, муж Марины, баронет (1—2 сезоны)
  - Отис, Принс и Рокко Шиллингфорд — Оливер Крейн сын Марины и Джорджа Крейнов
  - Аманда Крейн — дочь Марины и Джорджа Крейнов, сестра-близнец Оливера Крейна
  - Джордж Крейн — возлюбленный Марины Крейн, биологический отец её двоих детей, Оливера и Аманды
- Лоррейн Эшборн[англ.] — миссис Варли, экономка Фезерингтонов

### Королевский двор
- Голда Рошевель — Шарлотта, жена короля Великобритании и Ирландии Георга III
- Хью Сакс — Бримсли, секретарь королевы, распространяющий сплетни
- Джеймс Флит — Георг III, король Соединенного Королевства
- Фредди Строма — принц Фредерик Прусский, внучатый племянник королевы (1-й сезон)

### Светское общество
- Аджоа Андо — леди Данбери, острая на язык, проницательная дуайенна лондонского общества
- Дэниел Фрэнсис — Маркус Андерсон, брат леди Данбери (с 3-го сезона)
- Джули Эндрюс — голос леди Уислдаун, анонимной скандальной сплетницы высшего света
- Джессика Мэдсен — Крессида Каупер, сплетница и соперница дебютантки Дафны
- Джоанна Бобин — леди Каупер, мать Крессиды
- Кэтрин Драйсдейл — Женевьева Делакруа, модистка из высшего общества и портниха
- Чаритра Чандран — Эдвина Шарма, младшая сестра Кейт, родом из Индии (2-й сезон)
- Шелли Конн — леди Мэри Шарма (урождённая Шеффилд), мачеха Кейт и мать Эдвины (2-й сезон)
- Мартинс Имхангбе[англ.] — Уилл Мондрич, боксёр и доверенное лицо герцога Гастингса
- Эмма Наоми — Элис Мондрич, жена Уилла Мондрича

### Другие персонажи
- Сабрина Бартлетт — Сиена Россо, оперная певица и любовница Энтони (1-й сезон)
- Джейсон Барнетт — Джеффрис, дворецкий Бассетов (1-й сезон)
- Джулиан Овенден — сэр Генри Грэнвилл, художник, друг Бенедикта (1-й сезон)
- Джейми Бимиш — Найджел, барон Бербрук, поклонник Дафны (1-й сезон)
- Кэролайн Квентин — леди Бербрук, мать Найджела (1-й сезон)
- Эми Бет Хейз — леди Троубридж, вдова графа-гедониста (1-й сезон)
- Селин Бакенс — Китти Лэнгхэм, жена генерала (1-й сезон)
- Дафна Ди Синто — Сара Бассет, герцогиня Гастингс, мать Саймона (1-й сезон)
- Ричард Пеппл — герцог Гастингс, отец Саймона (1-й сезон)
- Пиппа Хейвуд — миссис Колсон, экономка в загородном поместье Гастингсов (1-й сезон)
- Кэлам Линч — Тео Шарп, подмастерье в типографии леди Уислдаун (2-й сезон)
- Энтони Хед — лорд Шеффилд, отец леди Мэри (2-й сезон)
- Шобу Капур — леди Шеффилд, мать леди Мэри (2-й сезон)
- Калеб Обьедиа — лорд Чарльз Чо, светский джентльмен (2-й и 3-й сезоны)
- Берт Сеймур — лорд Файф, светский джентльмен (2-й и 3-й сезоны)
- Сэм Баттерси — леди Барраган, мать Уинифред Барраган (3-й сезон)
- Элла Бруколери — Уинифред Барраган, дебютантка (3-й сезон)
- Женевьев Шеннёр — Клара Ливингстон, дебютантка (3-й сезон)
- Китти Девлин — Долорес Стоуэлл, дебютантка (3-й сезон)
- Сесли Хоуп — Эмма Кенворт, дебютантка (3-й сезон)
- Молли Джексон-Шоу — Энн Хартиган, дебютантка (3-й сезон)
- Сэм Филлипс — лорд Альфред Деблинг, поклонник Пенелопы (3-й сезон)
- Винита Риши — леди Малхотра (3-й сезон)
- Банита Сандху — Сита Малхотра, дебютантка (3-й сезон)
- Анна Уилсон-Джонс — леди Ливингстон (3-й сезон)
- Софи Вулли  — леди Стоуэлл (3-й сезон)
- Ханна Нью — леди Тилли Арнольд (3-й сезон)
- Зак Форд-Уильямс — лорд Ремингтон, поклонник леди Уислдаун (3-й сезон)
- Кэти Люн — леди Араминта Ган, мачеха Софи (4-й сезон)
- Мишель Мао — Розамунда Ли, старшая дочь леди Араминты (4-й сезон)
- Изабелла Вэй — Поузи Ли, младшая дочь леди Араминты (4-й сезон)

## Список серий

### Обзор сезонов
| Сезон | Серии | Серии | Даты показа     | Даты показа     |
| ----- | ----- | ----- | --------------- | --------------- |
| 1     | 8     | 8     | 25 декабря 2020 | 25 декабря 2020 |
| 2     | 8     | 8     | 25 марта 2022   | 25 марта 2022   |
| 3     | 8     | 4     | 16 мая 2024     | 16 мая 2024     |
| 3     | 8     | 4     | 13 июня 2024    | 13 июня 2024    |
| 4     | 8     | 8     | 2026            | 2026            |

### Сезон 1 (2020)
| № общий | № в сезоне | Название                                             | Режиссёр           | Teleplay by                 | Дата премьеры   |
| --- | ---------- | ---------------------------------------------------- | ------------------ | --------------------------- | --------------- |
| 1 | 1          | «Бриллиант чистой воды» «Diamond of the First Water» | Джули Энн Робинсон | Крис Ван Дьюсен             | 25 декабря 2020 |
| В семье Бриджертон восемь детей: четыре сына и четыре дочери. Старшая из сестер Дафна дебютирует в высшем свете и получает звание «бриллианта сезона». У Фезерингтонов в свет выходят сразу три дочери: Пруденс, Филиппа и Пенелопа. По Лондону распространяются скандальные заметки таинственной леди Уислдаун. Дальняя родственница лорда Фезерингтона Марина Томпсон приезжает к нему в гости на время светского сезона и сразу обзаводится толпой поклонников. Саймон Бассет, герцог Гастингс, возвращается в Лондон после смерти отца. Леди Данбери, заменившая ему мать, уговаривает герцога принять участие в сезоне. Энтони, старший брат Дафны, отвергает всех потенциальных поклонников Дафны кроме лорда Бербрука, неприятного и наглого мужчины, который Дафне совсем не нравится. Энтони обещает руку Дафны Бербруку, приводя её в ужас. Саймон предлагает девушке вдвоём притвориться парой, чтобы она привлекла к себе внимание потенциальных женихов, а он избавился от толп нежеланных невест. Дафна соглашается.                        |            |                                                      |                    |                             |                 |
| 2 | 2          | «Шок и восторг» «Shock and Delight»                  | Том Верика         | Джанет Лин                  | 25 декабря 2020 |
| Серия начинается с воспоминаний Саймона о своем детстве. Его мать умерла в родах, а отец отвернулся от него, узнав, что ребенок заикается. Спустя годы, стоя у смертного одра отца, Саймон поклялся, что никогда не заведёт семью. Поскольку он единственный ребенок, это значит, что род Бассетов прервётся. В семье Фезерингтон все узнают о беременности Марины. Леди Фезерингтон запирает мисс Томпсон в её комнате, та рассказывает Пенелопе, что отец её ребенка — сэр Джордж Крейн, воюющий в Испании. План Саймона и Дафны работает идеально, чем очень недоволен Энтони, уже пообещавший руку сестры Бербруку. Когда Саймон рассказывает Энтони, что лорд Бербрук пытался применить силу к Дафне, Энтони отменяет своё предложение и запрещает лорду приближаться к сестре, но тот получает специальное разрешение на брак с Дафной и угрожает разрушить репутацию Бриджертонов. Энтони готов вызвать нахала на дуэль, Дафна готова согласиться на ненавистный ей брак ради спасения чести семьи, но Вайолет видит другой путь решения проблемы. |            |                                                      |                    |                             |                 |
| 3 | 3          | «Искусство обморока» «Art of the Swoon»              | Том Верика         | Лайла Коэн-Микчо            | 25 декабря 2020 |
| Леди Фезерингтон объявляет Марине, что выдаст её замуж, чтобы обезопасить семью от пересудов. На приём приезжает королева со своим племянником принцем Фридрихом. Он очарован Дафной. Энтони рассказывает сестре о детстве Саймона. Между герцогом и Дафной зарождаются чувства. Леди Данбери советует своему подопечному оставить Дафну в покое, если он не собирается брать её в жены. Герцог следует этому совету. На следующем балу Дафна прекрасно проводит время с принцем под взглядом умирающего от ревности герцога. |            |                                                      |                    |                             |                 |
| 4 | 4          | «Дело чести» «An Affair of Honor»                    | Шери Фолксон       | Эбби Макдональд             | 25 декабря 2020 |
| Дафне пророчат титул принцессы. Королева счастлива: бриллиант сезона должен принадлежать её семье. Филиппу Фезерингтон тоже сосватали. Ревнующий Саймон спешит покинуть город. Дафна говорит матери правду об отношениях с герцогом. Энтони сообщает сестре, что принц собирается сделать ей предложение. На балу леди Троубридж Дафна встречает герцога. Герои теряют над собой контроль и уединяются в саду, отдавшись чувствам. Заставший их Энтони ставит перед Саймоном выбор: свадьба или дуэль. Гастингс выбирает второе. Энтони едет к Сиене и просит её о совместном побеге, если он переживёт эту ночь. Дафна вспоминает, что их видел не только брат, и понимает, что смерть герцога не спасёт её от позора. Вместе с братом Колином девушка спешит к месту дуэли. Саймон говорит Дафне, что не может жениться на ней, так как не может подарить ей детей, о которых она так мечтает. Юная леди оказывается перед выбором: одобрить дуэль или выйти замуж и никогда не стать матерью.                                                          |            |                                                      |                    |                             |                 |
| 5 | 5          | «Герцог и я» «The Duke and I»                        | Шери Фолксон       | Джой Си Митчелл             | 25 декабря 2020 |
| Помолвка Дафны и герцога гремит на весь город. Но на пути к алтарю стоит королева. Предстоит аудиенция, на которой жених и невеста должны убедить королеву в искренности своих чувств. Дафна объясняется с принцем Фридрихом. Энтони пытается поговорить с Сиеной. Марина рассказывает леди Фезерингтон о своём плане: соблазнить Колина до свадьбы и женить его на себе. Этот разговор слышит Пенелопа. Элоиза полна решимости выяснить личность Уислдаун. Герцог уверен, что Дафна не любит его и выходит замуж по принуждению. Дафна думает то же самое про герцога. Выяснять отношения придётся в первую брачную ночь. |            |                                                      |                    |                             |                 |
| 6 | 6          | «Шелест» «Swish»                                     | Джули Энн Робинсон | Сара Доллар                 | 25 декабря 2020 |
| Колин объявляет о помолвке с Мариной. Гастингсы едут в родовое поместье и вовсю наслаждаются медовым месяцем. Дафна тяжело справляется с ролью герцогини, многое дается с трудом. Домоправительница рассказывает ей о родителях Саймона. Поговорив с камеристкой, Дафна уличает мужа в обмане. Оказывается, он может иметь детей, просто не хочет, и все это время их связь была защищенной. Очередная статья леди Уислдаун переворачивает жизнь многих жителей Лондона. |            |                                                      |                    |                             |                 |
| 7 | 7          | «Бездна между нами» «Oceans Apart»                   | Алрик Райли        | Джей Росс и Эбби Макдональд | 25 декабря 2020 |
| Саймон и Дафна ждут подтверждения или опровержения беременности герцогини. Последние новости из Лондона вынуждают Гастингсов прервать свой и так безнадёжно испорченный медовый месяц и немедленно ехать в столицу. Колин просит сестру организовать ему встречу с мисс Томпсон. Дафна сама хочет ей помочь, и предлагает разыскать отца будущего ребенка. Семейная жизнь Гастингсов трещит по швам. Саймон рассказывает жене о клятве, данной отцу перед его смертью. Марина, не в силах терпеть сплетни и обвинения, пытается спровоцировать выкидыш. |            |                                                      |                    |                             |                 |
| 8 | 8          | «После бури» «After the Rain»                        | Алрик Райли        | Крис Ван Дьюсен             | 25 декабря 2020 |
| Дафна находит детские письма мужа и понимает причину его ненависти к отцу. Она обсуждает это с леди Данберри. Сиена просит Энтони оставить её в покое. Элоиза как никогда близка к тому, чтобы раскрыть личность Уислдаун. К мисс Томпсон приезжает неожиданный гость, готовый решить её проблемы. Леди Фезерингтон сообщают о смерти мужа. Виконт объявляет о намерении найти себе жену. Светский сезон завершён, леди Уислдаун снимает маску. |            |                                                      |                    |                             |                 |

### Сезон 2 (2022)
| № общий | № в сезоне | Название                                                 | Режиссёр     | Автор сценария                   | Дата премьеры |
| --- | ---------- | -------------------------------------------------------- | ------------ | -------------------------------- | ------------- |
| 9 | 1          | «Повеса» «Capital R Rake»                                | Триша Брок   | Крис Ван Дьюсен                  | 25 марта 2022 |
| Энтони начинает искать себе жену и сразу становится одним из самых завидных холостяков нового светского сезона. Он встречается с несколькими подходящими девушками, но пока не видит перспектив. Элоиза собирается дебютировать на открывающем сезон приёме, но её представление королеве прерывается из-за возвращения скандальных заметок леди Уислдаун. Во время утренней конной прогулки Энтони встречает девушку, которую, как он позже узнаёт, зовут мисс Кейт Шарма. Леди Данбери берёт на себе расходы индийской семьи Шарма на новый сезон, а Кейт и её мачеха леди Мэри стремятся найти мужа для младшей из дочерей, Эдвины. Та мечтает о браке по любви, но не знает, что её дед и бабушка заключили с Кейт договор: они обеспечат Эдвину приданым, если она выйдет замуж за благородного англичанина. На вечернем балу Кейт подслушивает, как Энтони в разговоре с другими джентльменами заявляет, что ему не важна любовь будущей жены. Королева называет Эдвину новым бриллиантом сезона, и Энтони решает начать ухаживать именно за ней. Пенелопе становится всё труднее вести двойную жизнь, так как Элоиза вышла в свет и постоянно находится рядом с подругой. Тем временем Порша Фезерингтон пытается разобраться с финансовым состоянием семьи после смерти мужа, а новый лорд Джек Фезерингтон прибывает в Лондон. |            |                                                          |              |                                  |               |
| 10 | 2          | «На старте» «Off to the Races»                           | Триша Брок   | Дэниел Робинсон                  | 25 марта 2022 |
| Кейт категорически против Энтони Бриджертона как партии для младшей сестры, хотя леди Данбери видит рядом с подопечной именно его. Энтони видит в старшей сестре Шарма угрозу своему плану, но сдаваться он не намерен. Элоиза едет в типографию, где печатают листовки Уислдаун, чтобы найти писательницу. После долгого путешествия возвращается Колин. Джек Фезерингтон намерен найти жену, что очень беспокоит леди Поршу. На скачках Кейт раскрывает попытку Энтони отвлечь ее внимание от Эдвины, что приводит к большой ссоре. |            |                                                          |              |                                  |               |
| 11 | 3          | «Одержимость» «A Bee in Your Bonnet»                     | Алекс Пиллаи | Сара Л. Томпсон                  | 25 марта 2022 |
| Сцены из прошлого показывают, как 19-летний Энтони учился у отца, Эдмунда Бриджертона, премудростям охоты и как виконт, решивший нарвать цветов для беременной жены, умер от укуса пчелы на руках у сына. В настоящем времени сестры Шарма вместе с матерью и леди Денбери направляются в родовое поместье Бриджертонов, куда их пригласил Энтони. Леди Фезерингтон приходит идея подыскать родственнику покладистую и не очень умную жену, которая не будет представлять опасности для семьи. Подходящая кандидатура тут же находится – это её дочь Пруденс. Энтони просит семейство помочь ему очаровать Эдвину и Кейт. Виконт намерен сделать предложение, однако мать советует ему не торопиться и хорошенько подумать. Во время игры в мяч Кейт и Энтони не упускают возможности поупражняться в остроумии. Оказавшись наедине с Кейт, виконт предлагает перемирие. Тем временем по крайней мере один человек смог разоблачить леди Уислдаун, но пообещал не только сохранить тайну, но и стать сообщником писательницы. |            |                                                          |              |                                  |               |
| 12 | 4          | «Победа» «Victory»                                       | Алекс Пиллаи | Крис Ван Дьюсен и Джесс Браунелл | 25 марта 2022 |
| Эдвина винит сестру в том, что виконт до сих пор не сделал ей предложение. Она просит Кейт подружиться с Энтони, показать ему свое расположение. Виконт берет Кейт на охоту. Колин решает навестить Марину, чем ранит Пенелопу. В гостях мужчина знакомится с мужем Марины и узнаёт, что та вполне счастлива в браке и воспитывает близнецов. Леди Фезерингтон инициирует скандал, из-за которого лорд вынужден жениться на её дочери Пруденс. Дафна считает, что Эдвина не подходит Энтони, и советует брату хорошо подумать насчет выбора жены. Но виконт, не желающий ничего слышать, делает предложение мисс Шарма. |            |                                                          |              |                                  |               |
| 13 | 5          | «Немыслимая участь» «An Unthinkable Fate»                | Том Верика   | Эбби Макдональд                  | 25 марта 2022 |
| Королеве Шарлотте не терпится узнать о свадебных планах Энтони и Эдвины. Она желает сама организовать свадьбу, подняв этим свой авторитет. Леди Фезерингтон, оказывается в финансовой западне: она уже не может отменить помолвку, иначе разразится грандиозный скандал, но и оставаться ни с чем она тоже не собирается. Элоиза проникает на собрание тайного общества, где обсуждаются весьма смелые идеи. Там она знакомится с Тео, автором буклетов, которыми зачитывается девушка. Леди Бриджертон в очередной раз говорит Энтони, что он ошибся в выборе невесты, поскольку не любит эту девушку. Она намекает, что если Эдвина сама расторгнет помолвку, её никто не осудит. Во время ужина с Шеффилдами (дедом и бабушкой Эдвины) правда об их договорённостях с Кейт выходит наружу. |            |                                                          |              |                                  |               |
| 14 | 6          | «Выбор» «The Choice»                                     | Том Верика   | Лу-Лу Игбокве                    | 25 марта 2022 |
| Приготовления к свадьбе идут полным ходом. Волнуются все, но Энтони настроен решительно. Дафна настаивает, что Эдвина должна знать правду, но виконт считает, что обратной дороги нет, ибо разразится грандиозный скандал. Сестра призывает его следовать за сердцем, но Энтони возражает, что не может потакать своим желаниям. В день свадьбы Эдвина сбегает прямо из-под венца, заметив чувства своего жениха к её сестре. Девушка обвиняет Кейт, что та разрушила ее жизнь. Королева в гневе и требует от леди Данбери всё срочно исправить. Энтони обращается к Кейт с просьбой повлиять на сестру, но та больше не хочет вмешиваться и манипулировать Эдвиной, считая, что уже достаточно навредила семье. Лорд Фезерингтон, следуя ранее разработанному плану, начинает «обрабатывать» потенциальных инвесторов. Эдвина вызывает Кейт и Энтони и объявляет о своём решении. Делает неожиданное признание и Элоиза. |            |                                                          |              |                                  |               |
| 15 | 7          | «Гармония» «Harmony»                                     | Шерил Дунье  | Оливер Голдстик                  | 25 марта 2022 |
| Бриджертоны думают, как справиться с последствиями скандала, и решают устроить грандиозный бал, чтобы показать, что у них всё хорошо. Кейт и Энтони при этом должны держаться друг от друга подальше, чтобы никто не узнал истинную причину расторжения помолвки. Элоиза хочет улизнуть с семейного променада, но ее останавливает прибытие королевы. Шарлотта заявляет, что Элоиза и есть леди Уислдаун. Возражения девушки она слышать не хочет. Королева ставит ультиматум: либо та работает на благо короны, либо она уничтожит её семью. Во время прогулки Бриджертоны и Шарма сталкиваются с осуждением высшего света. Пенелопа узнаёт о провокации со стороны королевы. Единственный шанс спасти подругу – написать о самом страшном секрете Элоизы. Тем временем к шахтам мистера Фезерингтона начинает проявлять интерес Колин. После скандала с Элоизой на устроенный Бриджертонами бал никто не приходит. Кейт и Энтони объясняются в чувствах и проводят ночь в саду. На утро Кейт едет верхом, не понимая, как ей дальше строить отношения с семьей и Энтони. Лошадь встает на дыбы, и девушка падает, ударившись головой о камень. |            |                                                          |              |                                  |               |
| 16 | 8          | «Виконт, который меня любил» «The Viscount Who Loved Me» | Шерил Дунье  | Джесс Браунелл                   | 25 марта 2022 |
| После скандальной статьи об Элоизе Пенелопе запрещается общаться с подругой. Фезерингтоны, существенно поправившие свое благосостояние за счет инвесторов, собираются устроить грандиозный прием. Энтони за неделю не навестил Кейт, которая остаётся без сознания после падения с лошади. Ему тяжело видеть любимую в таком состоянии. Элоиза получает посылку от Тео. Придя в типографию, девушка узнаёт, как леди Уислдаун доставляла рукописи для печати. Мистер Мондрич разоблачает лорда Фезерингтона перед Колином, но тот ничего не хочет слышать. Как только Кейт приходит в себя, Энтони приезжает к ней и делает предложение. Та решает, что виконт делает это из чувства долга после проведенной ими ночи, а не по любви. Она отвергает предложение и говорит, что вернется в Индию, как только наладит отношения с семьёй. Бенедикт узнает истинную причину, по которой его приняли в художественную академию. Элоиза понимает, кто является леди Уислдаун. На последнем балу сезона Энтони открывается Кейт. |            |                                                          |              |                                  |               |

### Сезон 3 (2024)
| № в сериале | № в сезоне | Название                                                      | Режиссёр     | Автор сценария        | Дата премьеры |
| Часть 1 | Часть 1    | Часть 1                                                       | Часть 1      | Часть 1               | Часть 1       |
| --- | ---------- | ------------------------------------------------------------- | ------------ | --------------------- | ------------- |
| 17 | 1          | «Из тени» «Out of the Shadows»                                | Триша Брок   | Джесс Браунелл        | 16 мая 2024   |
| Новый светский сезон возвращает в Лондон старых героев, в числе которых Колин Бриджертон, существенно изменившийся за время путешествий. Франческа Бриджертон дебютирует в обществе и даёт понять матери, что готова к браку без любви. Порша Фезерингтон говорит дочерям о необходимости рождения у них мальчика, иначе они потеряют всё. Пенелопа решает найти мужа. Элоиза заводит дружбу с Крессидой Каупер, чем удивляет родных. Энтони и Кейт решают продлить медовый месяц и продолжить путешествие. Королева говорит леди Данбери, что не будет выбирать «бриллиант сезона», пока не найдёт дебютантку, достойную этого. Колин предлагает Пенелопе помощь в поисках мужа. К семье Мондрич приезжает адвокат их дальней родственницы и сообщает, что она оставила наследство их старшему сыну Николасу. Прочитав новую колонку Уислдаун, Колин дает обещание: если когда-нибудь он узнает, кто скрывается за псевдонимом, то сделает всё, чтобы уничтожить жизнь этого человека. |            |                                                               |              |                       |               |
| 18 | 2          | «Какая яркая луна» «How Bright the Moon»                      | Триша Брок   | Сара Л. Томпсон       | 16 мая 2024   |
| Семья Мондрич приезжает в свой новый дом и старается привыкнуть к порядкам высшего света. Пенелопа и Колин начинают уроки. Пока дебютантки соперничают за титул «бриллианта», получает его та, что меньше всего этого хочет. Колин рассказывает Элоизе, что помогает Пенелопе в поисках мужа, вскоре об этом становится известно всем. Колин винит Элоизу, а та, в свою очередь, Крессиду, с которой поделилась этим. Леди Уислдаун пишет заметку о Пенелопе уничтожая её и без того незавидные шансы на замужество. Леди Данбери узнаёт, что к ней скоро приедет неожиданный гость. Пенелопа обращается к Колину с необычной просьбой. |            |                                                               |              |                       |               |
| 19 | 3          | «Силы природы» «Forces of Nature»                             | Эндрю Ан     | Эли Уилсон Пелтон     | 16 мая 2024   |
| Колин не может перестать думать о том, что произошло между ним и Пенелопой. На очередном приёме внимание всех дебютанток привлекает лорд Деблинг, который намерен найти супругу в этом сезоне, но он оказывает знаки внимания Пенелопе. Франческа в статусе «бриллианта» страдает от навязчивого внимания поклонников. Мондричи начинают светскую жизнь. На презентации воздушного шара Бенедикт знакомится с леди Арнольд, которая покоряет его своим поведением и смелыми высказываниями. Несчастный случай делает из Колина героя и привлекает к нему ещё больше внимания. На балу Вайолет встречает галантного незнакомца, который оказывается братом леди Данбери. Франческа знакомится с кавалером, с которым ей очень нравится просто молчать. Лорды советуют Мондричу оставить управление клубом и погрузиться в светские развлечения. Колин начинает осознавать свои чувства к Пенелопе. |            |                                                               |              |                       |               |
| 20 | 4          | «Старые друзья» «Old Friends»                                 | Эндрю Ан     | Лорен Гембл           | 16 мая 2024   |
| Порша Фезерингтон сообщает Пенелопе, что лорд Деблинг собирается просить ее руки. Франческе оказывают внимание сразу два кавалера: маркиз Самадани, выбранный для нее королевой, и граф Килмартин, с которым Франческе очень комфортно. Лорд Андерсон говорит сестре, что заинтересовался вдовой Бриджертон. Родители Крессиды запрещают ей общаться с Элоизой. Мондрич продолжает управление баром, несмотря на плачевное положение дел. Пруденс и Филиппа думают, что ждут ребенка. Лорд Деблинг, заметивший чувства Пен к Колину, отказывается от своих намерений. Колин решается на признание. |            |                                                               |              |                       |               |
| Часть 2 |            |                                                               |              |                       |               |
| 21 | 5          | «Тик-так» «Tick Tock»                                         | Билл Вудрафф | Азия Сквайр           | 13 июня 2024  |
| Колин объявляет семье о помолвке с Пенелопой, рады все, кроме Элоизы, ведь Колин всё ещё не знает, что Пенелопа — леди Уислдаун. Крессида рассказывает Элоизе, что родители планируют её брак со стариком лордом Гриром. Порша злится из-за того, что узнала о помолвке дочери от леди Уислдаун. Она обвиняет дочь в том, что та предпочла браку с лордом союз с «соседским мальчишкой». В Лондон возвращаются Кейт и Энтони, ждущие прибавления в семье. Тем временем королева объявляет награду в 5000 фунтов стерлингов тому, кто сможет раскрыть личность леди Уистлдаун На вечеринке по случаю помолвки Элоиза даёт Пенелопе время до полуночи, чтобы открыться Колину, угрожая, что иначе сделает это сама. Крессида объявляет себя леди Уислдаун, желая таким образом избавиться от помолвки с Гриром. У Пенелопы случается паническая атака и она теряет сознание. |            |                                                               |              |                       |               |
| 22 | 6          | «Роман с мистером Бриджертоном» «Romancing Mister Bridgerton» | Билл Вудрафф | Аннабель Худ          | 13 июня 2024  |
| Королева требует от Крессиды новой колонки в доказательство ее слов. Франческа и Джон Стерлинг объявляют о помолвке, к радости семьи, но Вайолет сомневается в правильности этого решения. Элоиза просит Пенелопу прекратить писать и отдать все лавры Крессиде. Тогда их с Колином жизнь будет в безопасности. Порша рассказывает Пенелопе о браке и просит ее ставить в приоритет желания и интересы Колина. Этот разговор очень сближает мать и дочь. Леди Данбери пытается отвлечь внимание брата от Вайолет. Выясняется, что много лет назад Маркус помешал ей сбежать от брака с лордом Данбери, и она до сих пор зла на брата. Колин признается Пенелопе, что та вдохновила его на написание мемуаров. Франческа ссорится с матерью, замечая, что та не одобряет ее выбор. На балу незваная Крессида и её мать раздают очередной выпуск заметок леди Уислдаун. Пенелопа и Элоиза в ужасе, Пенелопа пишет новые заметки, чтобы доказать, что Крессида — самозванка. Колин узнает личность леди Уислдаун. |            |                                                               |              |                       |               |
| 23 | 7          | «Соединив руки» «Joining of Hands»                            | Том Верика   | Гитика Тандон Лизарди | 13 июня 2024  |
| Разгневанный Колин обвиняет Пенелопу в предательстве. На следующий день, когда появляются новые заметки настоящей леди Уислдаун, королева изгоняет Крессиду из общества. Колин обвиняет Элоизу в сокрытии личности Пенелопы. Леди Арнольд делает Бенедикту необычное предложение. В ночь перед свадьбой Пенелопа говорит Колину, что не может перестать писать. Тот смотрит на ситуацию с другой стороны благодаря разговору с Энтони и Кейт. Тем не менее окончательного примирения так и не происходит. Лорд Андерсон объясняет леди Данбери мотивы своего поступка. Кейт и Энтони решают отправиться в Индию, чтобы их ребенок родился там. Королева подозревает, что за леди Уислдаун стоит кто-то из Бриджертонов, так как новая колонка появилась именно тогда, когда Крессида решила опорочить их; она приходит на свадьбу и делает заявление, что дает сутки на признание. Колин просит Пенелопу перестать писать, но она отвечает, что это единственный способ обрести свободу. В ту же ночь Крессида, посетив несколько типографий, выясняет, что Пенелопа — леди Уислдаун.                                              |            |                                                               |              |                       |               |
| 24 | 8          | «К свету» «Into the Light»                                    | Том Верика   | Дэниел Робинсон       | 13 июня 2024  |
| Колин и Пенелопа постоянно ссорятся. Крессида требует от Пенелопы 10 тысяч фунтов стерлингов, угрожая раскрыть её секрет. Порша узнаёт от Крессиды, кто скрывается под именем леди Уислдаун, и требует от Пенелопы сохранить тайну ради спасения брака, но та всё рассказывает Колину и Элоизе. Колин, желая спасти жену, идет к Крессиде, в итоге она повышает свои требования до 20 тысяч фунтов. Пенелопа понимает, что единственный выход - открыть свою личность обществу. На балу, устроенном её сёстрами, Пенелопа публично во всём признаётся и получает снисхождение королевы, а потом мирится с Колином. Тем временем другие Бриджертоны переживают личностный рост. Бенедикт, насладившись отношениями с леди Арнольд и с её другом Полом, решает, что это не то, чего он хочет от жизни, и расстаётся с обоими; Франческа и Джон женятся и переезжают в Шотландию, Элоиза присоединяется к ним вместе с кузиной Джона Микаэлой Стерлинг. В финале Пенелопа и Колин показаны как счастливые родители нового лорда Фезерингтона и успешные писатели. Пенелопа отказывается от псевдонима, чтобы писать под своим именем. |            |                                                               |              |                       |               |

## Создание и релиз
Проект был анонсирован 20 июля 2018 года. Съёмки проходили в Лондоне, Бате (Сомерсет). Премьера первого сезона состоялась 25 декабря 2020 года, премьера второго, который начали снимать весной 2021 года, — 25 марта 2022 года. В апреле 2021 года проект был продлён на третий и четвёртый сезоны. К съёмкам третьего сезона приступили в июле 2022 года, его премьерный показ прошёл в мае — июне 2024 года.

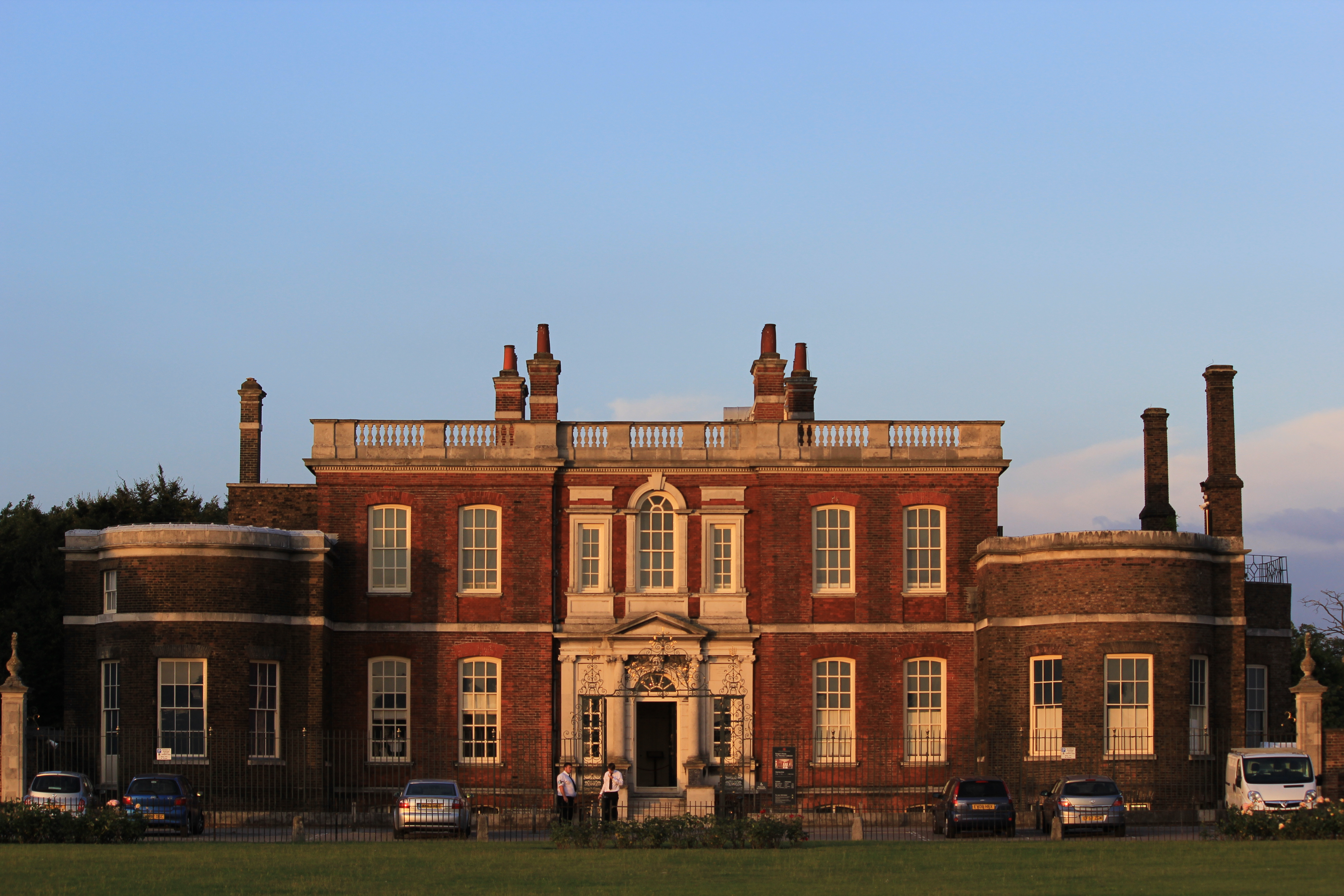
Ranger's House в Гринвичском парке в сериале является особняком Бриджертонов.
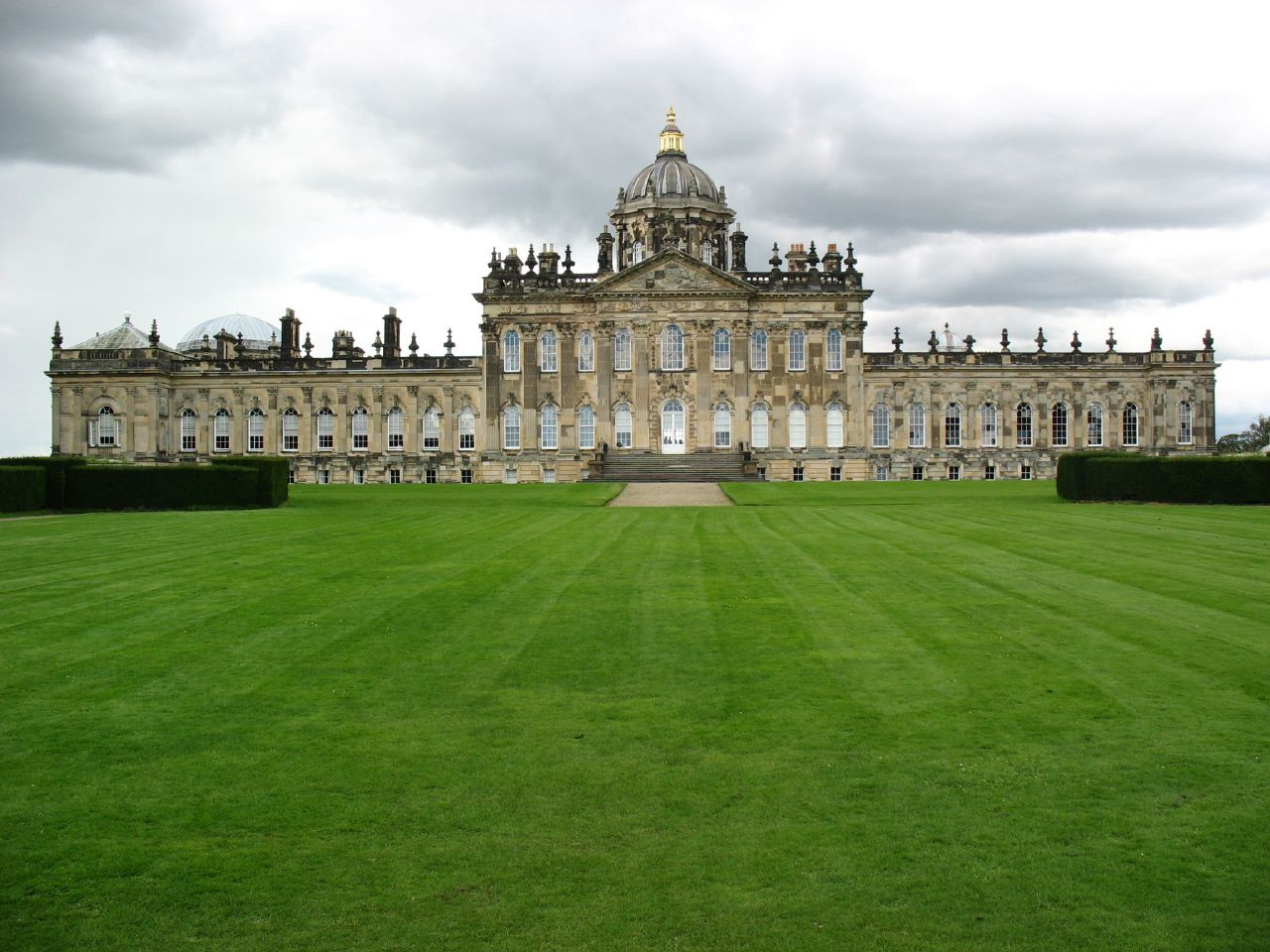
Касл-Ховард в Северном Йоркшире стал декорацией поместья герцога Гастингса
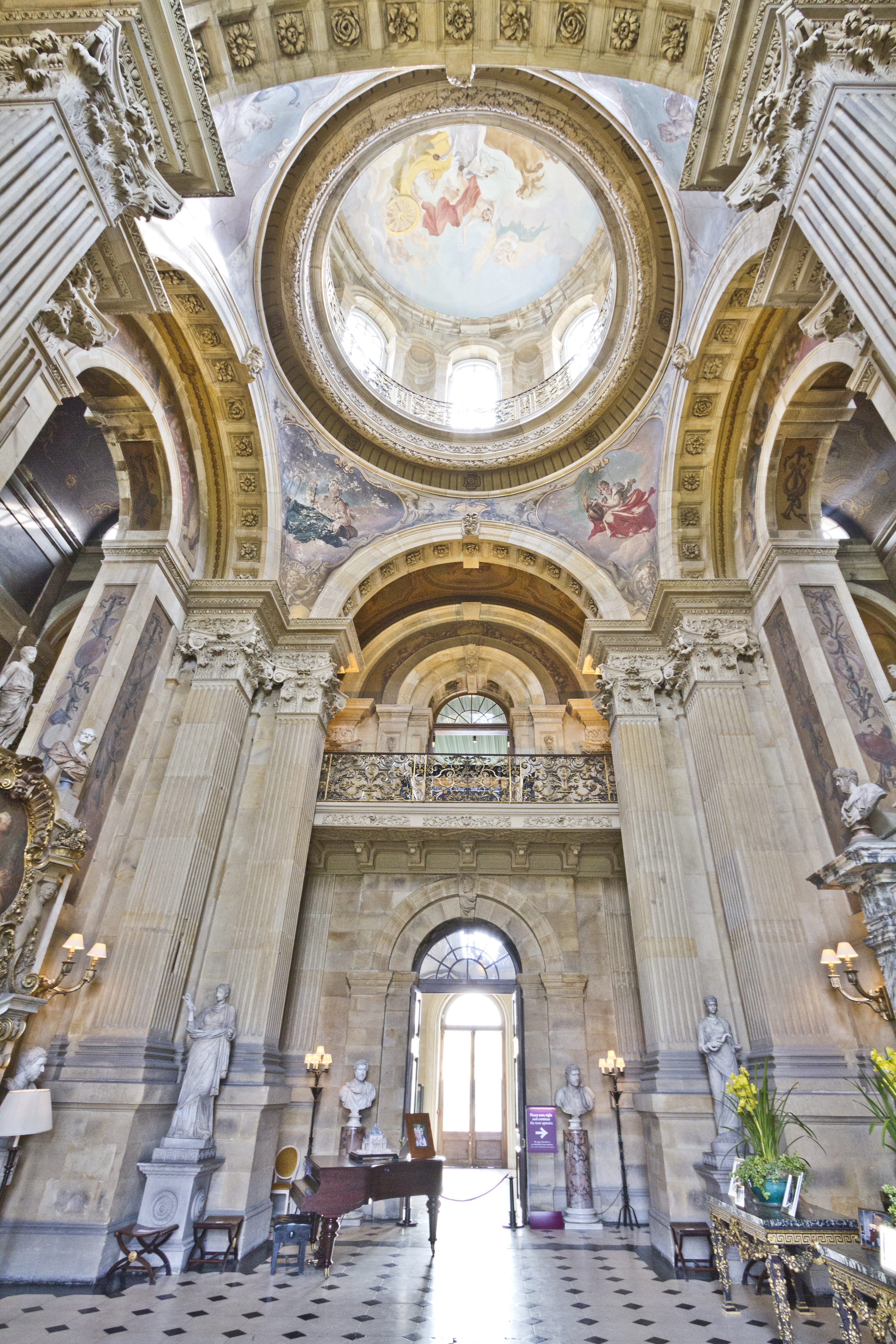
Главный вход Касл-Ховарда
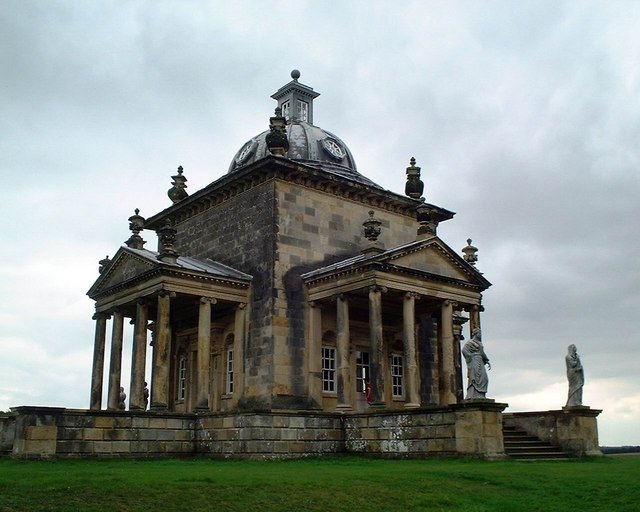
Храм четырёх ветров относится к поместью Касл-Ховард и также появляется в сериале
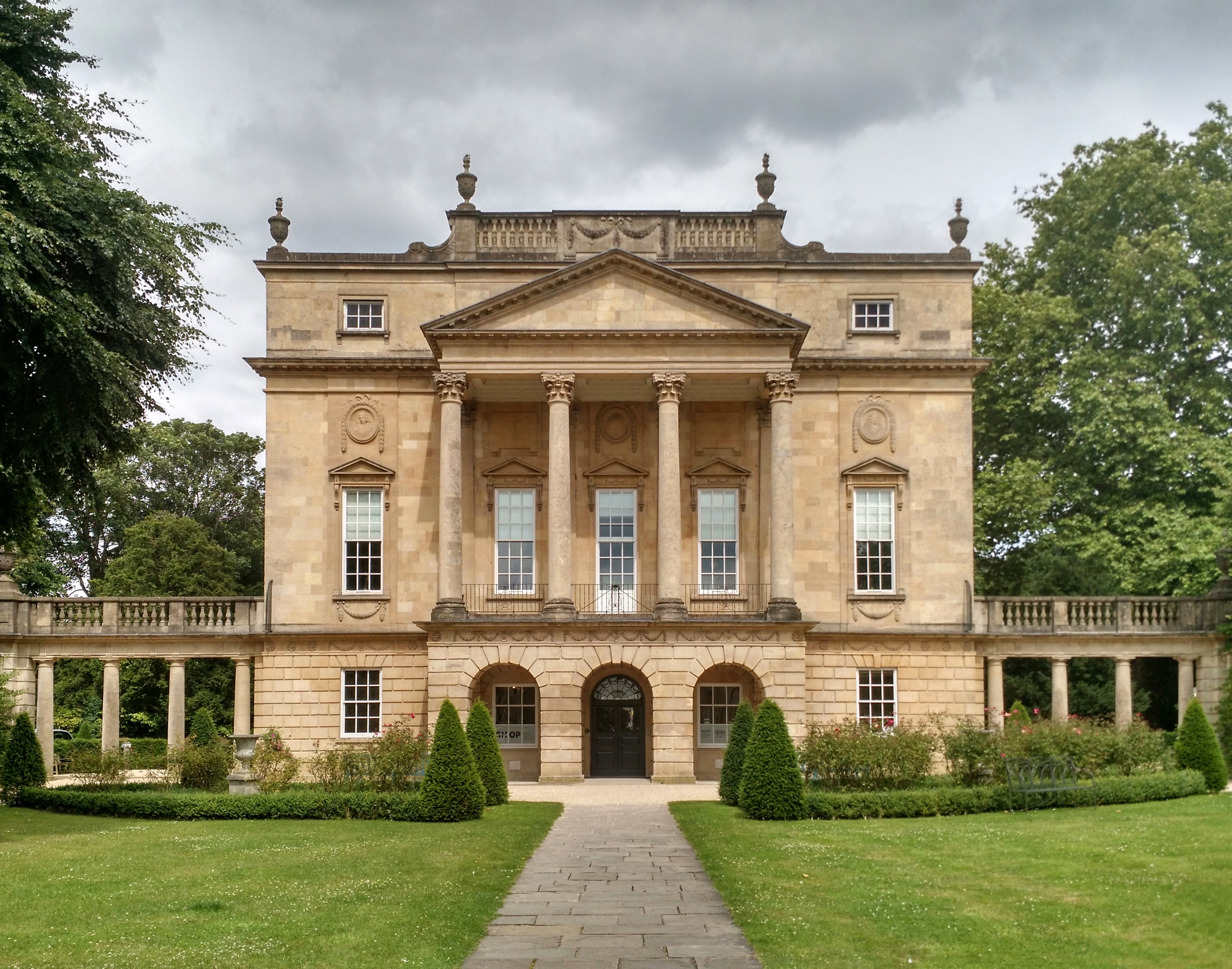
Музей Холборн в сериале стал домом леди Данбери.

Музыка
Музыку для сериала написал Крис Бауэрс. Партитуру для первого сезона музыканты создавали удалённо из своих домашних студий во время пандемии COVID-19. В первом сезоне были представлены оркестровые каверы на современную популярную музыку, вдохновлённую, по словам Джули Энн Робинсон, использованием классических рок-песен в фильме 2001 года «История рыцаря». В числе 19 песен были «Thank U, Next» Арианы Гранде, «Girls Like You» Maroon 5, «In My Blood» Шона Мендеса и «Bad Guy» Билли Айлиш, которые исполнял Vitamin String Quartet.

## Оценки
Восемь серий первого сезона были встречены положительными отзывами критиков и зрителей. На момент выхода проект стал самым популярным сериалом Netflix с аудиторией в 82 млн домохозяйств, позже опустился на второе место. Второй сезон достиг первых позиций топ-чартов Netflix в 92 странах, набрав более 193 млн часов просмотров. Это стало рекордом для всех англоязычных сериалов сервиса за первые три дня релиза; во вторую неделю после выхода количество просмотров составило 251,7 млн часов, что вновь стало абсолютным рекордом.
Рецензенты отмечают обилие в сериале героев с неевропеоидной внешностью, принадлежащих к высшему свету; это явно не соответствует реалиям Англии начала XIX века. Создатель Крис Ван Дусен вдохновился спекуляцией об африканском происхождении королевы Шарлотты Мекленбург-Стрелицкой, «чтобы создать шоу с альтернативной историей, где смешанное происхождение королевы Шарлотты было не только устоявшимся фактом, но также преобразовало Англию для чернокожих и людей с другим цветом кожи». Ван Дусен заявил, что кастинг не был расово слеп, поскольку «цвет и раса — это часть шоу».
Критики признают сериал увлекательным, при этом отмечая токсичный характер отношений между Дафной и Саймоном и романтизацию непреодолимых препятствий на пути к любви. Роман персонажей начинается как классический сценарий токсичных отношений: настроение мужчины меняется слишком резко, он хранит секреты от возлюбленной, а их взгляды на жизнь в корне расходятся. Звучала критика из-за постельной сцены в шестой серии первого сезона, где Дафна не позволяет Саймону выйти из неё перед эякуляцией, несмотря на его протест: рецензенты писали о супружеском изнасиловании и о невнимательности авторов шоу к проблемам мужчин.
Кристен Болдуин из Entertainment Weekly поставила первому сезону оценку В+ со словами: «„Бриджертоны“, похоже, станут прекрасным развлечением для тех, кто любит „Гордость и предубеждение“, но хотел бы, чтобы там было больше секса на лестнице». Ричард Роупер из Chicago Sun-Times оценил сезон на четыре звезды из четырёх, обозреватель британского журнала GQ описал «Бриджертонов» как нечто среднее между «Аббатством Даунтон» и «Сплетницей». Саламиша Тиллет из New York Times признала шоу «образцом для британских исторических сериалов того времени, в которых чернокожие персонажи могут преуспевать в мелодраматических сюжетных линиях, экстравагантных костюмах и буколической красоте… без необходимости быть слугами или рабами».
4 мая 2023 году на платформе Netflix вышел спин-офф шоу — мини-сериал «Королева Шарлотта: История Бриджертонов».